# パズル

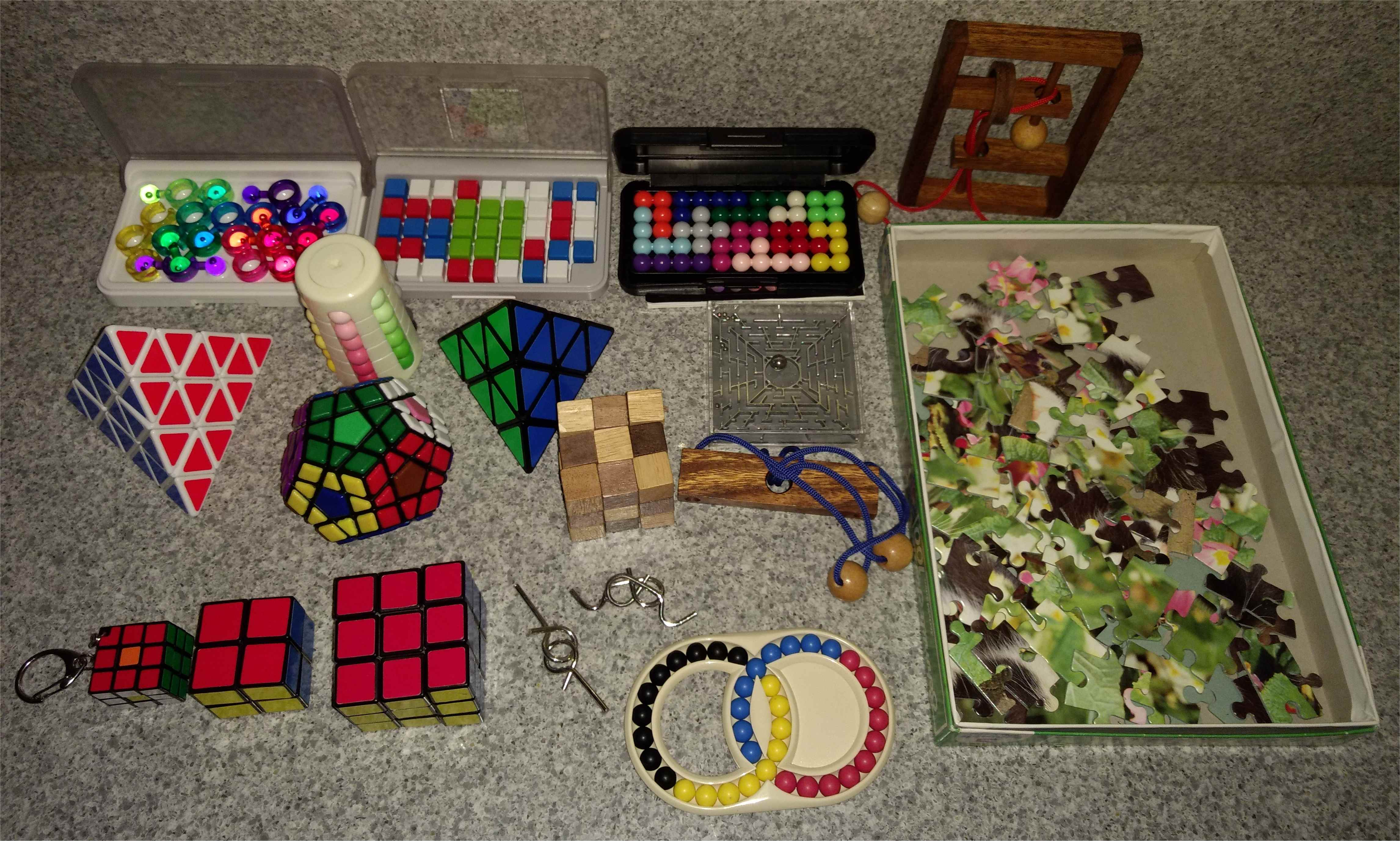
世界中で親しまれるパズルの例

パズル（英語：Puzzle）は、あらかじめ出された問題を、論理的な考察と試行錯誤によって解くことを目的とした、ゲームやクイズに似た娯楽の一種。

## パズルの定義
論理学的には、複数解が矛盾してしまう「ジレンマ」、論理的に解けそうでいて不思議と解答が見つからない「パラドックス」に対して、唯一解が出せるものを「パズル」と定義することができる。しかし一般的にパズルといえば、娯楽として提供される問題や謎全般を指すことが多い。「学問的な命題に対して娯楽の要素が強いものがパズル」、または「知識に頼るものがクイズで思考で解くものがパズル」など多くの意見がある。パズルといった場合、問題は幾何的であり、図を用いて、もしくは実際にその状況を作り出して出題されることが多いとも考えられる。パズル性の強いコンピューターゲームの登場などもあり、娯楽としてのパズルの範囲を厳密に定義するのは困難と言える。
他に特徴として、ほとんどの場合1人で試行錯誤から正解判定までが可能であることなどが挙げられる。

## パズルの種類
- ペンシルパズル
  - クロスワードパズル
  - ナンバークロスワードパズル
  - 迷路
  - 数独
  - お絵かきロジック
  - スリザーリンク
  - 点つなぎ
- ソリティア
  - ペグ・ソリテール
- 数学パズル
  - ロジックパズル
    - モンティ・ホール問題
    - 川渡り問題
    - 贋金と天秤
    - 油分け算
    - 正直村とうそつき村
    - シチュエーションパズル

  - 計算を伴うパズル
    - 魔方陣
    - 虫食い算・覆面算
    - 小町算
    - 4つの4（Four Fours）
    - カックロ
- ボードゲームを使ったパズル
  - 将棋パズル
    - 詰将棋

  - 詰碁
  - チェスのパズル
    - チェス・プロブレム
    - エイト・クイーン
    - ナイト・ツアー
- メカニカルパズル
  - 並べるパズル
    - ジグソーパズル
    - 敷き詰めパズル（箱詰めパズルともいうが後述する立体のものではない）
      - ポリフォーム
        - ポリオミノ
          - ペントミノ

        - ポリイアモンド

    - シルエットパズル
      - 智恵の板
        - タングラム
        - ラッキーパズル
        - 清少納言知恵の板

      - 裁ち合わせ

    - マッチングパズル

  - 動かすパズル
    - スライディングブロックパズル
      - 箱入り娘
      - 15パズル

    - マッチパズル
    - コインパズル
    - ハノイの塔

  - 立体パズル
    - 知恵の輪
      - チャイニーズリング

    - 箱詰めパズル
      - ポリキューブ
        - ソーマキューブ

    - 組み立てパズル
    - ルービックキューブ
    - 秘密箱
- パズルゲーム（cf. テーブルゲーム、ボードゲーム、コンピューターゲーム）
  - アクションパズル
    - 落ち物パズル
- 言葉遊び
  - アナグラム
  - 回文
  - パングラム

## 著名なパズル作家
- サム・ロイド
- ヘンリー・アーネスト・デュードニー
- マーティン・ガードナー
- ルビク・エルネー
- レイモンド・スマリヤン

### 日本のパズル作家およびパズル工房
日本で「パズル作家」という場合、ペンシルパズルの作者をさすことが多い。
- あさみ順子
- 岡田光雄
- 小野寺紳
- 多湖輝
- 田守伸也
- ニコリ
- 西尾徹也
- 雅孝司
- 白峰良介
- 芦ヶ原伸之
- 吉川めいろ

## 関連文献
- デュードニー, H. E. 著、伴田良輔 訳『カンタベリー・パズル』筑摩書房〈ちくま学芸文庫 テ7-1 Math & Science〉、2009年3月。ISBN 978-4-480-09203-8。
- 中村義作『世界の名作　数理パズル100　推理力・直観力を鍛える』講談社〈ブルーバックス B-2039〉、2017年11月。ISBN 978-4-06-502039-5。
- 伴田良輔『巨匠の傑作パズルベスト100』文藝春秋〈文春新書 615〉、2008年1月。ISBN 978-4-16-660615-3。